# Hypsicalotes kinabaluensis
Hypsicalotes kinabaluensis là một loài thằn lằn trong họ Agamidae. Loài này được De Grijs mô tả khoa học đầu tiên năm 1937.